# نازل موتور موشک

طرح یک نازل همگرا-واگرا که به آن نازل De Laval نیز می‌گویند. رنگ‌ها افزایش سرعت را در جهت جریان نشان می‌دهند.

نازل موتور موشک (به انگلیسی: Rocket engine nozzle) گونه‌ای نازل پیشران است (معمولاً از گونه همگرا-واگرا) که در موتور موشک‌ها مورد استفاده قرار می‌گیرد تا گازهای احتراق تولید شده توسط سوزاندن پیشران‌ها را منبسط کرده و به آن‌ها شتاب دهد، به گونه‌ای که گازهای خروجی با سرعت هایپرسونیک (Hypersonic) از نازل خارج شوند.
به زبان ساده می‌توان گفت: موشک‌ها با احتراق سوخت، فشارهای بسیار بالایی (در حدود چند صد برابر فشار اتمسفر) در داخل محفظه احتراق ایجاد می‌کنند و نازل‌ها این گاز استاتیک فشار بالا، دما بالا را با سرعت بسیار و با فشارهایی نزدیک فشار اتمسفر به بیرون می‌رانند.

## استفاده در شرایط خلاء

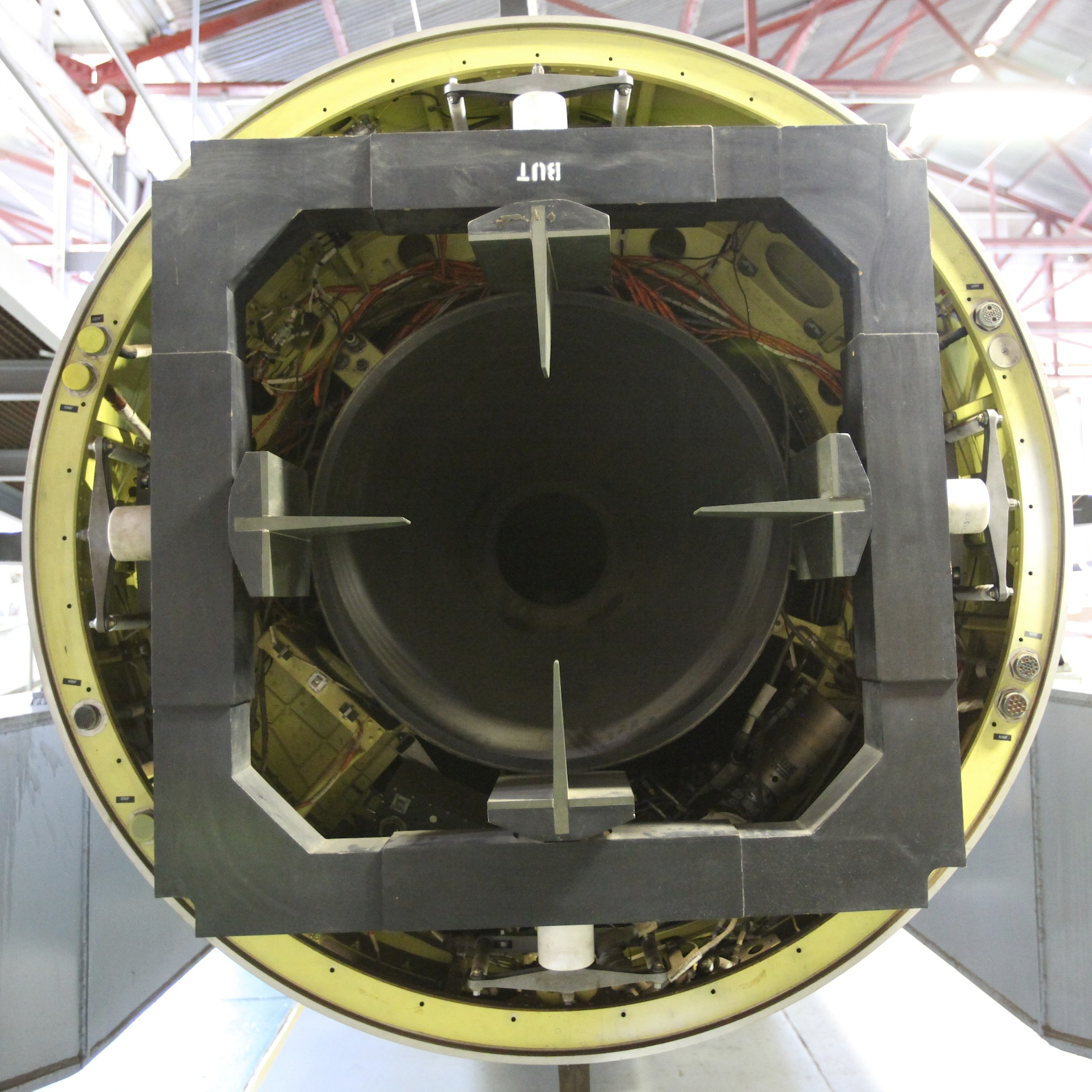
نازل مرحله یک موشک RSA-3

برای نازل‌هایی که در ارتفاعات بسیاربالا یا شرایط خارج اتمسفر و درون خلأ کار می‌کنند، رسیدن به فشار محیط اطراف ناممکن است، در عوض، نازل‌هایی با نسبت مساحت بیشتر معمولاً کارآمدتر هستند. با این حال طول بالای نازل باعث افزایش وزن شده که خود یک عیب محسوب می‌شود. معمولاً باید طولی برای نازل پیدا شود که بازده کل دستگاه را بهینه کند. به علاوه، با کاهش دمای گاز ممکن است برخی بخش‌های دستگاه یخ ببندد که بسیار نامطلوب است و باید از آن پیشگیری گردد.

## نازل همگرا-واگرا در حالت یک بعدی

نمودار یک نازل همگرا-واگرا، که نشاندهنده افزایش سرعت در راستای جریان (v)، با کاهش دما (T) و فشار (p) است. عدد ماخ قبل از گلویی زیر ۱، در گلویی برابر ۱ و پس از گلویی بیش از ۱ (مافوق صوت) می‌باشد.

نازل‌ها می‌توانند در شرایط زیر باشند: زیرمنبسط (underexpanded)، مساوی با محیط (ambient)، فرامنبسط (overexpanded)، فرامنبسط شدید. اگر یک نازل کاملاً منبسط نشده یا فرامنبسط شده باشد نسبت به حالت نازل ایدئال افت بازده خواهد داشت. نازل‌های منبسط شده شدید نسبت به نازل‌های زیرمنبسط بازده بیشتری دارند؛ اما با حال این ناپایدار هستند.

برای آنالیز جریان گاز در داخل نازل‌های همگرا-واگرا نیاز به شماری فرض‌های ساده کننده مسئله داریم:
- گازهای محفظه احتراق را گاز ایدئال فرض می‌کنیم.
- جریان گاز یک فرایند آیزنتروپیک (آنتروپی ثابت) است، که نتیجه فرض گاز غیرلزج و فرایند آدیاباتیک می‌باشد.
- دبی جریان گاز در طی زمان سوخت پیشران ثابت می‌باشد. (یعنی جریان پایدار فرض می‌شود)
- جریان گاز غیرآشفته (non-turbulent) و از ورودی تا خروجی نسبت به محور مرکزی متقارن (axisymmetric) می‌باشد.
- جریان تراکم پذیر و سیال یک گاز می‌باشد.

پیش از ورود گازهای احتراق به نازل موشک، سرعت زیرصوت می‌باشد. با تنگ‌تر شدن مسیر گاز مجبور به شتاب گرفتن شده تا این‌که در بخش گلویی، جایی که کمترین سطح مقطع عبوری را دارد، سرعت خطی حرکت جریان به سرعت صوت (ماخ ۱) می‌رسد. پس از گلویی سطح مقطع دوباره افزایش یافته و گاز منبسط می‌شود و این سرعت خطی به صورت پیوسته افزایش می‌یابد و سرعت آن از سرعت صوت (ماخ ۱) بیشتر می‌شود.
سرعت خطی گازهای اگزاست خروجی را می‌توان با استفاده از معادله زیر محاسبه کرد:
{\displaystyle v_{\text{e}}={\sqrt {{\frac {TR}{M}}\,{\frac {2\gamma }{\gamma -1}}\left[1-\left({\frac {p_{\text{e}}}{p}}\right)^{\frac {\gamma -1}{\gamma }}\right]}}}
که در این رابطه:
| {\displaystyle T},            | دمای مطلق گاز ورودی بر حسب کلوین                                   |
| {\displaystyle R}             | ≈ 8314.5 J/kmol·K, ثابت جهانی گاز ایدئال                           |
| {\displaystyle M},            | وزن مولکولی یا وزن گاز بر حسب کیلوگرم بر کیلومول                   |
| {\displaystyle \gamma }       | {\displaystyle =c_{\text{p}}/c_{\text{v}}}, ضریب انبساط آیزنتروپیک |
| {\displaystyle c_{\text{p}}}, | ظرفیت گرمایی مخصوص در فشار ثابت                                    |
| {\displaystyle c_{\text{v}}}, | ظرفیت گرمایی مخصوص در حجم ثابت                                     |
| {\displaystyle v_{\text{e}}}, | سرعت گاز در خروجی نازل بر حسب متر بر ثانیه                         |
| {\displaystyle p_{\text{e}}}, | فشار مطلق گاز در خروجی نازل بر حسب پاسکال                          |
| {\displaystyle p},            | فشار مطلق گاز در ورودی بر حسب پاسکال                               |

برخی مقادیر معمولی برای سرعت گازهای اگزاست در موتورهای موشکی که با سوخت‌های مختلف کار می‌کنند:
۱٫۷ تا ۲٫۹ کیلومتر بر ثانیه برای موتورهای با پیشران‌های مایع Monopropellant.
۲٫۹ تا ۴٫۵ کیلومتر بر ثانیه برای موتورهای با پیشران‌های مایع Bipropellants
۲٫۱ تا ۳٫۲ کیلومتر بر ثانیه برای موتورهای با پیشران‌های جامد